# Clarence Edgard-Rosa
Clarence Edgard-Rosa, née en 1989, est une journaliste spécialisée dans les questions féministes.

## Biographie
Diplômée du CFPJ, elle est journaliste de presse écrite. Elle commence sa carrière en 2010 en tant que journaliste indépendante et chroniqueuse sur les droits des femmes et le genre.
En 2014, elle intègre la rédaction du magazine Causette. En parallèle, elle écrit pour d’autres titres, notamment Elle.
En 2016, elle écrit l'essai Les Gros Mots, abécédaire joyeusement moderne du féminisme,, publié aux éditions Hugo&Cie, qui définit avec un ton décalé les mots qui font le féminisme contemporain, du vocabulaire grand public à celui d’initiés,. La même année, elle participe à l'ouvrage collectif Pornographisme, initié par Mickaël Draï, dans lequel elle signe un texte critique sur la représentation des femmes dans la pornographie.
En 2018, au moment du rachat du magazine Causette par le groupe Hildegarde, elle quitte le titre pour lequel elle travaillait depuis 4 ans.
Elle rejoint le magazine Marie Claire en tant que rédactrice en chef digital. Le groupe entend par cette nomination moderniser la version web de son mensuel, prendre un tournant féministe et développer les nouveaux formats. Elle anime notamment le podcast Effervescences, un programmes court intime qui invite des personnalités féminines à laisser s’exprimer leurs cinq sens.
En 2019, elle écrit l’essai Connais-toi toi-même, Guide d’auto-exploration de l’anatomie féminine, publié aux éditions La Musardine.
En 2020, elle crée Gaze, "revue célébrant les regards féminins".

## Publications
- Clarence Edgard-Rosa, Les Gros Mots, Abécédaire joyeusement moderne du féminisme, Paris, éditions Hugo & Cie, 20 octobre 2016, 226 p. (ISBN 978-2-7556-2490-8).
- Clarence Edgard-Rosa, Connais-toi toi-même, Guide d’auto-exploration de l’anatomie féminine, éditions La Musardine, 9 mai 2019, 64 p.  (ISBN 978-2364905221)